# Konstnärsmuseum

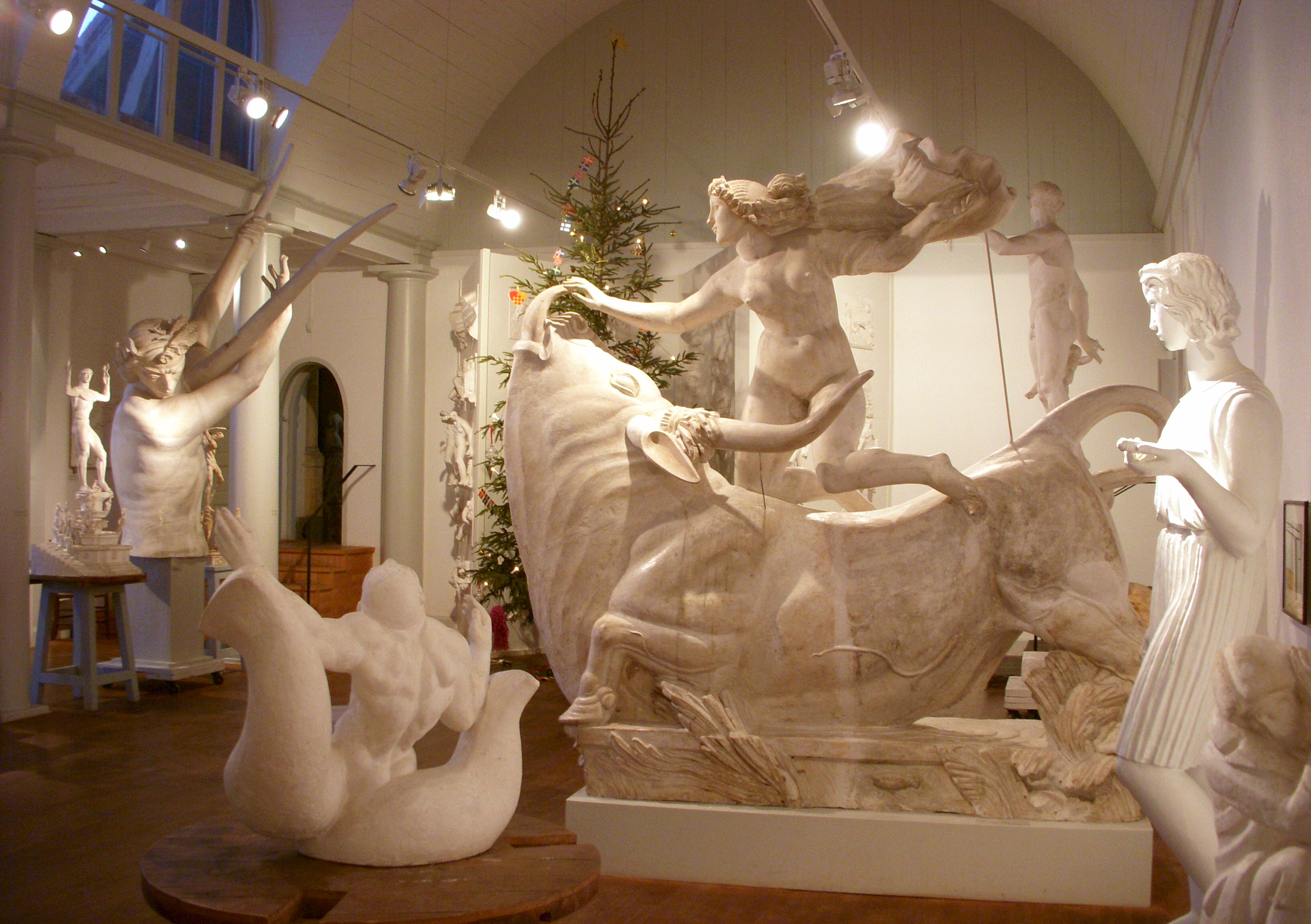
Millesgårdens ateljé, konstnärsmuseum över skulptören Carl Milles.

Konstnärsmuseum är ett personmuseum, som är uppbyggt runt en mer eller mindre berömd konstnärs verk och levnad. Ett internationellt känt konstnärsmuseum i Sverige är Millesgården.